# Тала (Якутія)
Тала (рос. Тала) — село Верхоянського улусу, Республіки Саха Росії. Входить до складу Табаласького наслегу.
Населення — ненаселене (2002 рік).
Село розташоване за 126 кілометрів від адміністративного центру улусу — міста Верхоянська.